# Pterotolithus lateoides
Pterotolithus lateoides är en fiskart som först beskrevs av Bleeker, 1850.  Pterotolithus lateoides ingår i släktet Pterotolithus och familjen havsgösfiskar. Inga underarter finns listade i Catalogue of Life.